# Andreas Matzbacher
Andreas Matzbacher (Graz, 7 gennaio 1982 – Frohnleiten, 24 dicembre 2007) è stato un ciclista su strada austriaco.
È deceduto il 24 dicembre 2007 in un incidente automobilistico, dopo aver perso il controllo della sua automobile ed essersi schiantato contro un cartello segnaletico, morendo sul colpo.

## Palmarès
- 2003 (Under-23)

4ª tappa Steiermark Rundfahrt
Campionati austriaci, Prova in linea Under-23
- 2004 (Saeco, una vittoria)

Internationale Raiffeisen Grand Prix

### Altri successi
- 2003 (Under-23)

Lavanttaler Radsporttage
Classifica scalatori Linz-Passau-Budweis

## Piazzamenti

### Grandi Giri
- Vuelta a España

2005: 90º

### Competizioni mondiali
- Campionati del mondo

Zolder 2002 - In linea Under-23: 18º
Hamilton 2003 - In linea Under-23: 71º

### Competizioni continentali
- Campionati europei

Bergamo 2002 - In linea Under-23: 78º
Atene 2003 - In linea Under-23: 42º